# Antestor
Antestor (lateinisch für „ich rufe als Zeugen an“) ist eine norwegische Metal-Band, die 1990 unter dem Namen Crush Evil gegründet wurde. Musikalisch orientiert sie sich an Doom Metal, Death Metal und Black Metal. Da ihre Texte christlich beeinflusst sind und Black Metal ihrer Ansicht nach auf dem Satanismus basiert, wird die Einordnung als Black-Metal-Band von ihnen abgelehnt. Die Band bezeichnete ihre Musikrichtung selbst als „Sorrow Metal“. 2007 gab sie bekannt, zukünftig nicht mehr aufzutreten. Im Jahr 2010 kündigte die Band an, nachdem sie wieder eine vollständige Aufstellung hatte, erneut auftreten zu wollen.
Antestor ist geprägt vom Dualismus der christlichen Botschaft ihrer Texte und dem Umfeld des Black Metal.

## Bandgeschichte
Die Band formierte sich im Jahre 1990 in Oslo unter dem Namen Crush Evil. Mit The Defeat of Satan wurde im August 1991 das erste Demo aufgenommen. Musikalisch wird hierbei langsamer Death Metal, vermengt mit Doom Metal, dargeboten. Im Jahr 1992 löste sich die Band auf, um sich im folgenden Jahr unter dem Namen Antestor neu zu gründen. Das zweite Demo Despair wurde noch im selben Jahr aufgenommen. Auf der musikalischen Seite orientierte man sich nun fast ausschließlich am Doom Metal, die Geschwindigkeit der Musik verlangsamte sich deutlich.
1994 nahm Antestor ihr Debütalbum Martyrium auf, das über das Label Morphine Records als Bootleg-Kassette veröffentlicht wurde. Danach verließ die Band das Label. Sie gibt auf ihrer MySpace-Seite an, dass Probleme mit dem Label eine Veröffentlichung in größerem Maßstab verhinderten. Bei Martyrium lassen sich erstmals Elemente des melodischen Black Metal in der Musik erkennen. Der Sound ist ungeschliffen und harsch, die Melodik erinnert schon an die Stilistik der „zweiten Welle“ des Black Metal.
Erst 1997 ging Antestor mit einem weiteren Demotape (Kongsblod) auf die Suche nach einem neuen Label. Neben anderen zeigte Cacophonous Records aus England Interesse und bald wurde ein Plattenvertrag unterschrieben. Cacophonous führt vor allem Black-Metal- und Death-Metal-Bands, von denen einige sich offen zu satanistischen Ansichten bekennen. Cacophonous zensierte einige Passagen in den Liedtexten, so sind im Booklet zu „The Return of The Black Death“ alle Vorkommen von „God“ und „Jesus“ ausgelassen. 1998 wurde das Demo als Album veröffentlicht, der Name Kongsblod (Königsblut) wurde in The Return of The Black Death geändert. Nach Veröffentlichung des Albums verließ Antestor das Label, das die Produktion des Albums einstellte. Antestor warf dem Label vor, die Band fallen gelassen zu haben, als es deren christliche Einstellung bemerkte, und gibt an, niemals Geld von Cacophonous erhalten zu haben. Die Musik auf dieser CD wird von den wenigen Rezensenten, die sie besprochen haben, als düster und melancholisch beschrieben.
In der Folgezeit litt Antestor unter finanziellen Engpässen. Zudem wurde die Besetzung instabil, da Schlagzeuger, Sänger und Gitarrist die Band aus persönlichen Gründen verließen. Lars „Vemod“ Stokstad blieb als Komponist der Band erhalten, Liveauftritte waren in den nächsten drei Jahren nicht möglich. Das änderte sich erst, als in Endtime Productions ein aus Sicht der Gruppe vertrauenswürdiges Label gefunden wurde, das dann im Jahr 2000 das Album Martyrium als volles Album veröffentlichte. Endtime Productions führt bis heute ausschließlich christliche Bands. Antestor hatte zu dieser Zeit noch einen gültigen Vertrag mit Cacophonous, unterschrieb aber dennoch bei Endtime Productions.
Drei Jahre später folgte The Defeat of Satan, das die beiden Demos The Defeat of Satan und Despair enthielt. Verstärkt durch Ronny „Vrede“ Hansen und Morten Sigmund „Sygmoon“ Magerøy von der kurz zuvor aufgelösten Band Vaakevandring machten sich Lars Stockstad und Vegard Undal daran, neue Lieder zu schreiben. Da die Position des Schlagzeugers noch immer vakant war, musste ein Sessiondrummer verpflichtet werden. Jan Axel „Hellhammer“ Blomberg von Mayhem stellte sich zur Verfügung und gemeinsam wurde im Herbst/Winter 2003 zuerst die EP Det Tapte Liv und dann das Album The Forsaken eingespielt. Das Engagement von Hellhammer wurde und wird von Presse und Fans kontrovers diskutiert. Ronny „Vrede“ Hansen sagte dazu in einem Interview Folgendes:

„In erster Linie ist Jan Axel „Hellhammer“ ein Profimusiker. Er begann seine Karriere im säkularen und noch schlimmeren Teil der Szene, aber er kümmert sich nicht darum, was säkular oder christlich ist. Er wusste von Beginn, wofür Antestor steht.“

Auf die im Frühjahr 2004 über Endtime Productions veröffentlichte EP folgte Anfang 2005 das Album. Das Albumcover von Det Tapte Liv zeigt eine Zeichnung der Stabkirche Borgund. Weiters ergeben die Cover der EP und des Albums aneinander gelegt ein einziges Bild ebendieser Kirche. Gezeichnet wurden die Cover beider Veröffentlichungen von Kristian „Necrolord“ Wåhlin, der zuvor schon Cover für Bathory, Therion, Dissection und Emperor entworfen hatte.
Live spielte die Band selten, zuletzt nur auf explizit christlichen Musikfestivals. Beispiele für erfolgte Auftritte sind die Konzerte am Bobfest in den Jahren 2000 in Stockholm und 2004 in Linköping sowie am Nordic Fest 2004 in Oslo.

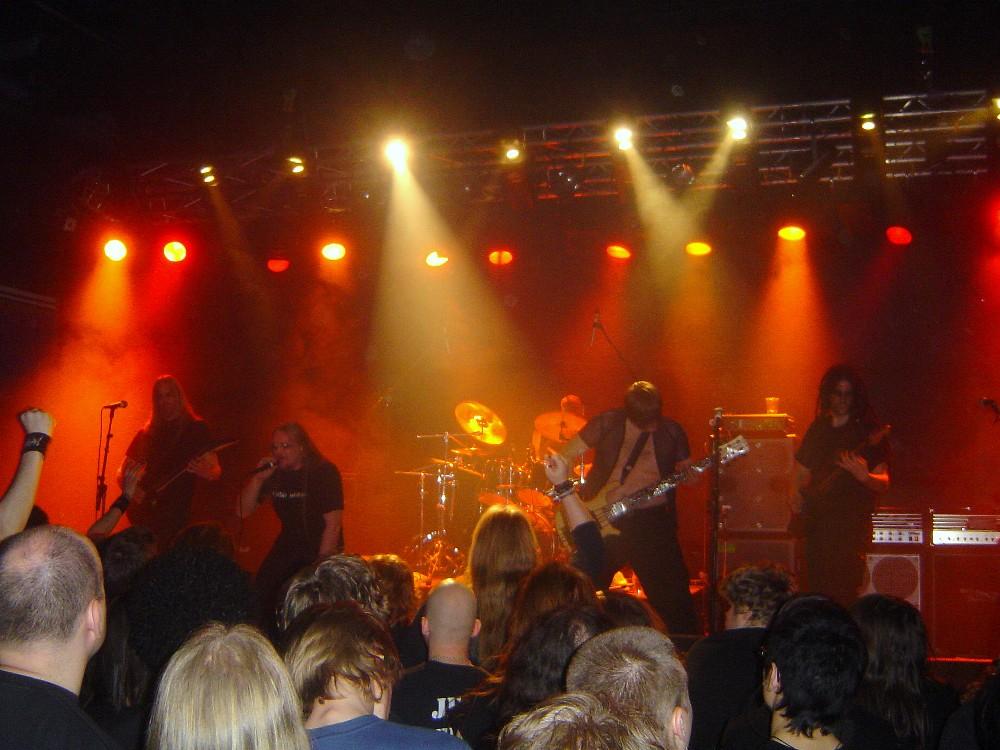
Antestor beim Endtime Festival, 2007

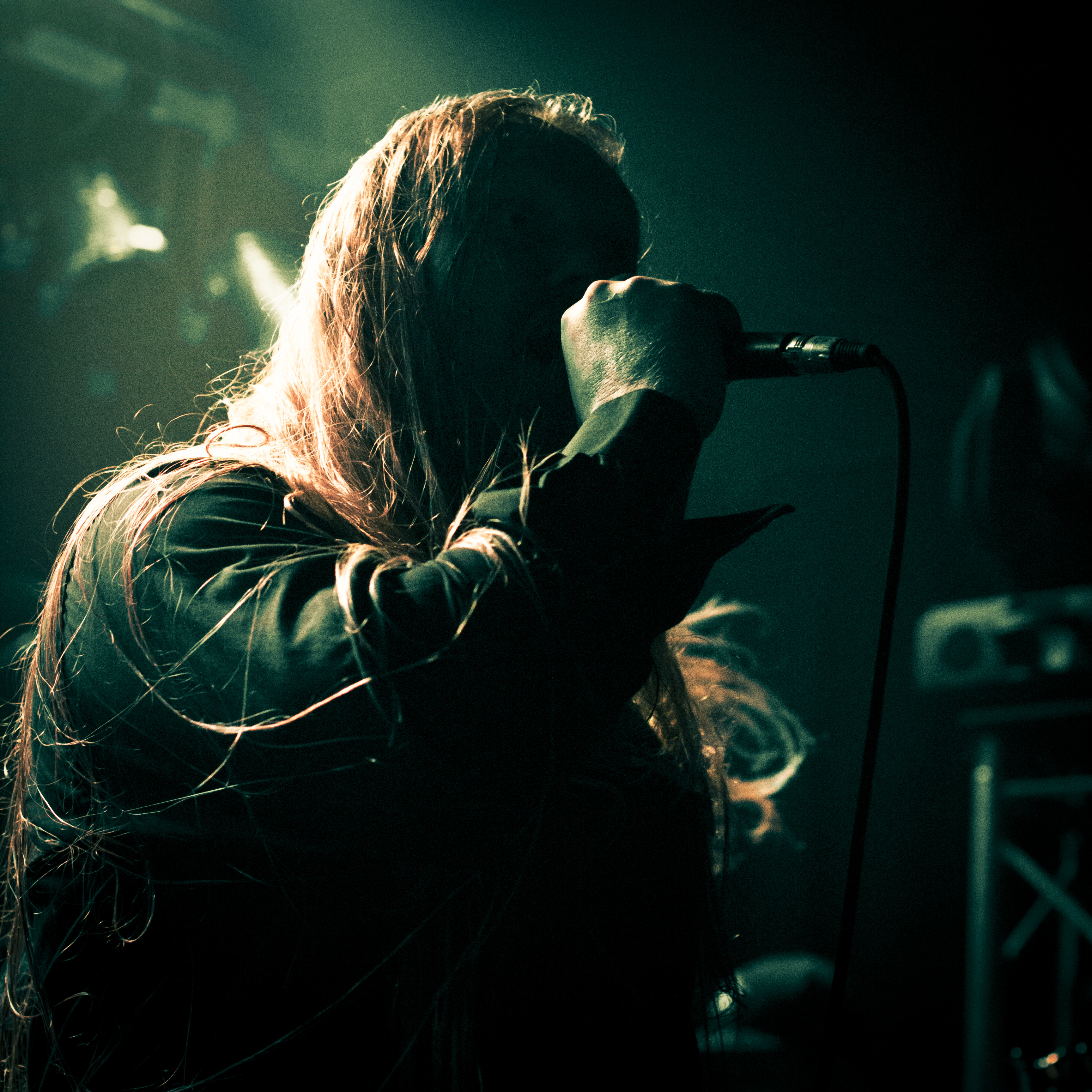
Sänger Ronny Hansen beim Blast of Eternity Festival in Neckarsulm, 2012

Ende März 2007 spielte die Band am Endtime Festival in Halmstad ein Konzert mit zahlreichen Sessionmusikern. Bei diesem Konzert gab Antestor bekannt, dass dies ihr letzter Auftritt sei. In einer Nachricht im Forum von Endtime Productions sowie einem inhaltlich identischen Bulletin auf myspace wurden die Gründe genannt, dass es seit zweieinhalb Jahren keine Probe mehr gegeben habe und dass Antestor nur mehr aus den beiden Mitgliedern Vrede und Vemod bestehe. Für den Auftritt am Endtime-Festival sei dank dem Chef von Endtime Productions doch noch ein vollwertige Besetzung zustande gekommen.
Ab 2011 und 2012 folgten wieder Live-Auftritte auf den wichtigsten Unblack-Metal-Festivals in Zentraleuropa (Elements of Rock, Blast of Eternity, Brainstorm Festival) mit einem neuen Keyboarder und Schlagzeuger. Parallel dazu wurde das neue Album Omen aufgenommen, produziert und veröffentlicht, das im Dezember 2012 beim Label Bombworks Records veröffentlicht wurde.

## Stil

### Musik
Während sich die Band bei den ersten Veröffentlichungen noch primär am Death-/Doom Metal mit dementsprechend langsamen Liedern und Growling-Gesang orientierte, so wandte sich die Band mit dem Album The Return of the Black Death musikalisch dem Black Metal zu. So sind fortan Screaming-Vocals sowie genretypische Gitarrenriffs und Schlagzeugpassagen mit erhöhter Geschwindigkeit zu finden. Eine zentrale Rolle kommt auch dem Keyboard zu, das für die im Black Metal typischen epischen Zwischenspiele und Einleitungen an Raum gewinnt. So ist etwa in den ersten drei Minuten des Liedes Sorg ausschließlich das Keyboard für die Melodieführung zuständig.
Mit dem Album The Forsaken entwickelte sich die Band mehr in Richtung eines technischeren Stils, als dieser noch auf The Return of the Black Death zu finden war. So sind nun auch Gitarrensoli auf The Forsaken zu finden. Des Weiteren ist auch die Qualität der Produktion im Vergleich zu The Return of the Black Death verbessert worden. Durch den Einstieg zweier Ex-Mitglieder von Vaakevandring wurde der Stil zudem melodischer und atmosphärischer.

### Texte
In den Texten werden Hoffnung und Verzweiflung, aber auch der persönliche christliche Glaube der Bandmitglieder thematisiert. Daher lehnen viele Metal-Fans die Einordnung Antestors als Black-Metal-Band ab, da sie textlich und ideologisch im Widerspruch zum Black Metal steht. Die Texte sind meist in Englisch gehalten. Seltener finden sich auch norwegische Texte, die jedoch das Album The Return of the Black Death dominieren. Bei diesem Album ist zudem nur ein Teil der Texte im Booklet aufgeführt; Texte mit direktem Bezug zu Jesus Christus wurden ausgespart.
Das Lied A Sovereign Fortress behandelt beispielsweise die Danksagung an Gott, der das lyrische Ich von Geburt an beschützt und unterstützt. So heißt es im Refrain dieses Liedes beispielsweise:

“You Are My Hope, O Lord, My Trust, O Lord, Since Boyhood
 From Birth I Have Leaned Upon You
 My Protector Since I Left My Mother's Womb”

„Du bist meine Hoffnung, O Herr, mein Vertrauen, O Herr, seit meiner Kindheit
 Von Geburt an habe ich mich auf dich gestützt
 Mein Beschützer, seit ich dem Mutterleib entstiegen bin“

Sorg (norwegisch ‚Kummer‘, ‚Leid‘, ‚Trauer‘) hingegen beschäftigt sich mit den Thematiken des Kummers und der Suche nach Hoffnung, wobei sich das Lied an düsterer Metaphorik orientiert und der Text nicht explizit christlich wirkt, sogar ein negatives Ende nimmt.

«hvordan skal jeg kunne leve
 min sjel så høyt forhatt
 sorg er hva jeg føler
 alt så ensomt og forlatt»

„Wie soll ich leben können
 Meine Seele ist stark [wörtl.: hoch] verhasst
 Kummer ist was ich fühle
 alles so einsam und verlassen“

Ein anderer Titel, der ebenso eine düstere, aber diesmal christliche Thematik aufgreift, ist Ancient Prophecy. Der Text weist den Rezipienten darauf hin, dass der Mensch sündhaft sei, sowie niemand dem Gericht Gottes entfliehen könne. Antestor verarbeitet in ihren Texten aber auch Themen wie Suizid, Zweifel an der Heilsgewissheit und Todessehnsucht, was für eine christliche Band selten ist. Ein Beispiel aus dem Text zu Betrayed vom Album The Forsaken:

“Will Suicide Break The Ring Of Curse
 Or Is There Just Another Hell Waiting Out There
 Will Suicide Break The Ring Of Curse
 Tomorrow I’ll Be Gone, So Don’t Look For Me”

„Wird Suizid den Kreis des Fluches brechen
 oder wartet da draußen nur eine andere Hölle
 Wird Suizid den Kreis des Fluches brechen
 morgen bin ich weg, such also nicht nach mir“

### Auftreten
Antestor gehört zu den wenigen Bands der christlichen Metal-Szene, die bei ihren Auftritten und auf Fotos Corpsepaint tragen. Ein Beispiel dafür sind die Bilder im Booklet des Albums The Return of the Black Death. Daneben findet auch manchmal Kunstblut Einsatz, das beispielsweise der Session-Bassist Daniel Ravn Fufjord beim Auftritt am Bobfest 2004 einsetzte.

## Anfeindungen aus der Black-Metal-Szene
Der ehemalige Gitarrist der Band Mayhem, Øystein „Euronymous“ Aarseth, auf den die Entstehung der norwegischen Black-Metal-Szene zurückgeht, sagte dem Fanzine Orcustus bezüglich Antestor, dass die Black-Metal-Szene Pläne hege, gegen die Band – damals noch unter dem Namen Crush Evil – vorzugehen:

“BUT - when it comes to bands like Crush Evil, we must take serious action. It’s bad enough to have a couple of society bands, but a CHRISTIAN band is too much. But don't worry, we have plans. They will not continue for a very long time.”

„ABER - wenn es um Bands wie Crush Evil geht, müssen wir ernsthafte Maßnahmen ergreifen. Es ist schlimm genug, einige Gesellschaftsbands [gemeint sind Bands mit sozialem Bezug] zu haben, aber eine CHRISTLICHE Band ist zu viel. Aber keine Sorge, wir haben Pläne. Sie werden nicht mehr lange weitermachen.“

Ein Auflösen der Band konnte nicht erreicht werden, zumal Aarseth wenige Monate nach dieser Äußerung von Varg Vikernes ermordet wurde. Elf Jahre danach wurde dann der Schlagzeuger von Mayhem, Jan Axel „Hellhammer“ Blomberg, als Gastmusiker für Det Tapte Liv und The Forsaken engagiert.
Bei einer Südamerika-Tournee kam es im Januar 2012 im brasilianischen Belo Horizonte zu Protesten und Ausschreitungen vonseiten anti-christlich geprägter Metal-Fans außerhalb des Clubs. Ein Einsatz der Polizei war notwendig, die Band musste aus dem Club eskortiert werden.

## Diskografie
- The Defeat of Satan (Demo, August 1991)
- Despair (Demo, August 1993)
- Martyrium (Bootleg-Kassette, 1994)
- Kongsblod (Demo, 1997)
- The Return of The Black Death (1998)
- Martyrium (2000)
- The Defeat of Satan (2003)
- Det Tapte Liv (EP, Frühjahr 2004)
- The Forsaken (Winter 2004/2005)
- Omen (2012)